# Anyphops sexspinatus
Anyphops sexspinatus is een spinnensoort uit de familie van de Selenopidae.
De wetenschappelijke naam van de soort werd in 1940 als Selenops sexspinatus gepubliceerd door Reginald Frederick Lawrence.